# ジョン・ミュアヘッド・マクファーレン
ジョン・ミュアヘッド・マクファーレン（John Muirhead Macfarlane、1855年9月28日 - 1943年9月16日）はスコットランド生まれのアメリカ合衆国の植物学者である。
スコットランドのファイフのカーコーディーで生まれた。スコットランドで学び、エディンバラ大学で働いた後、1893年にペンシルバニア大学の教授の職を得て、アメリカ合衆国に渡った。1920年までペンシルバニア大学で働き、ペンシルバニア大学植物園の運営と多様化に中心的な役割を果たした。
最初の著書、"The causes and course of organic evolution. A study in bioenergics" （「生物の進化の理由と道筋、バイオエナジックスの研究」1918）などで知られる。
1908年に食虫植物に関するもモノグラフ、"Nepenthaceae"を執筆した。

## 食虫植物のモノグラフの図版

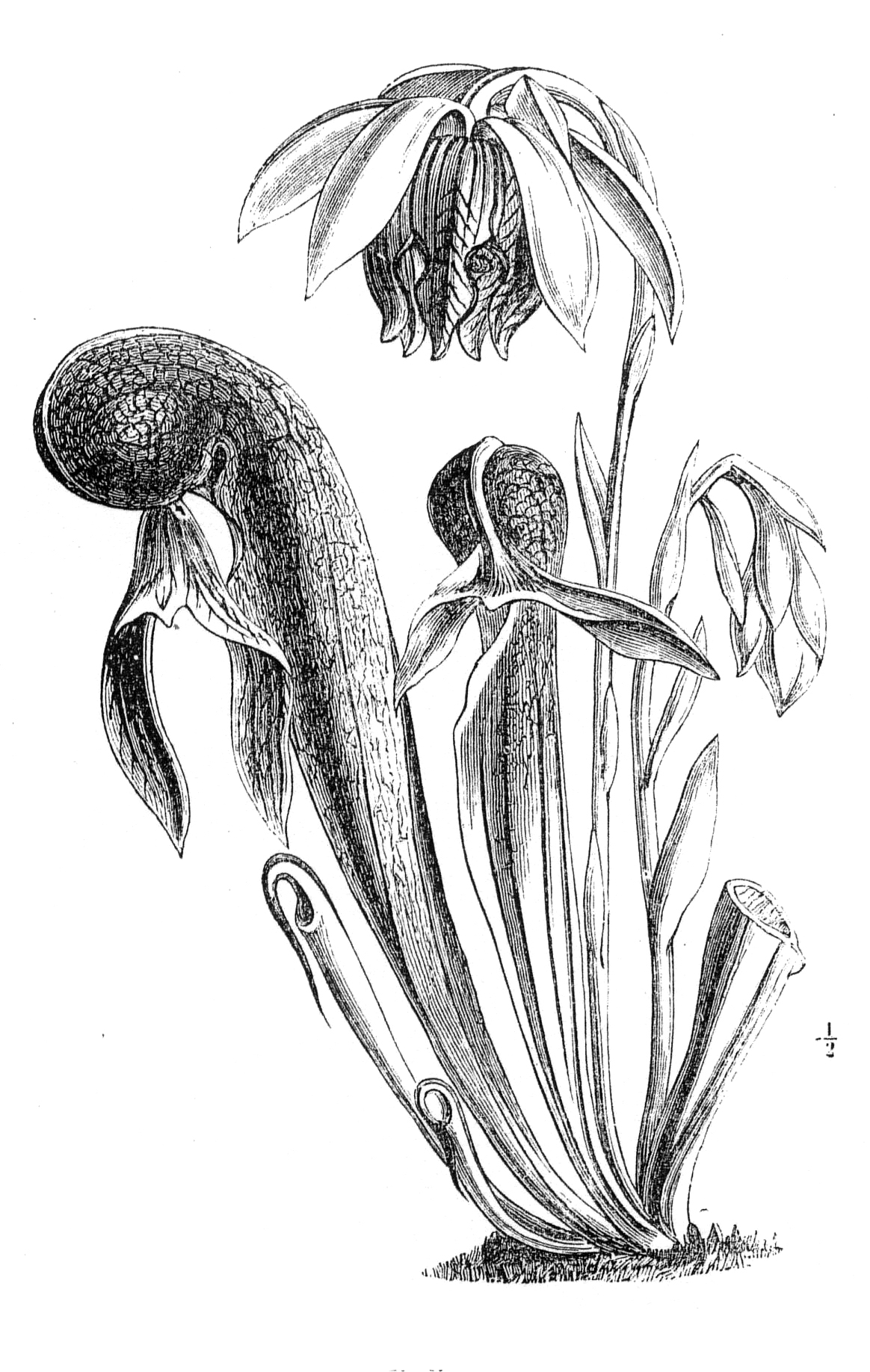
Darlingtonia
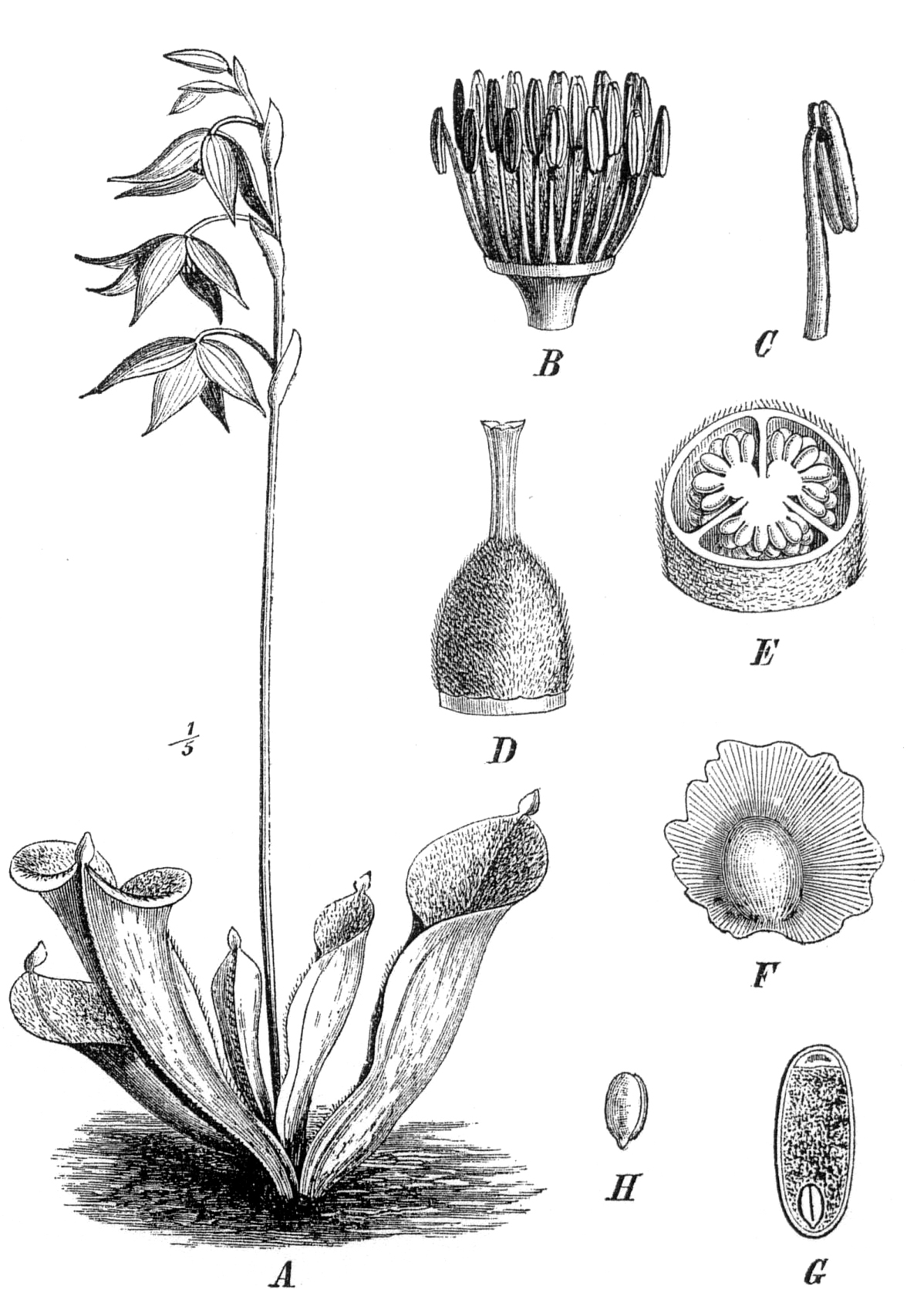
Heliamphora nutans
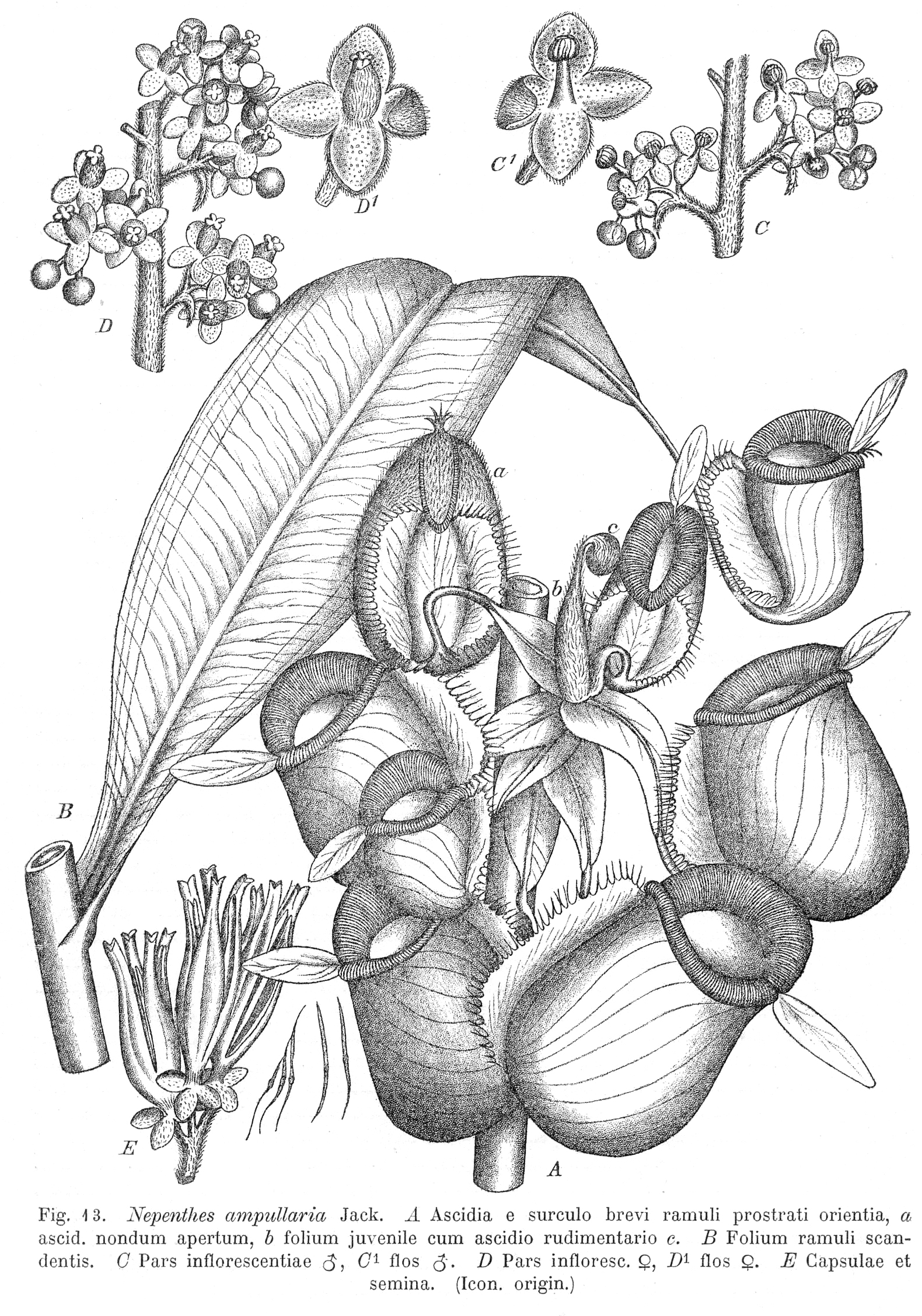
Nepenthes ampullaria
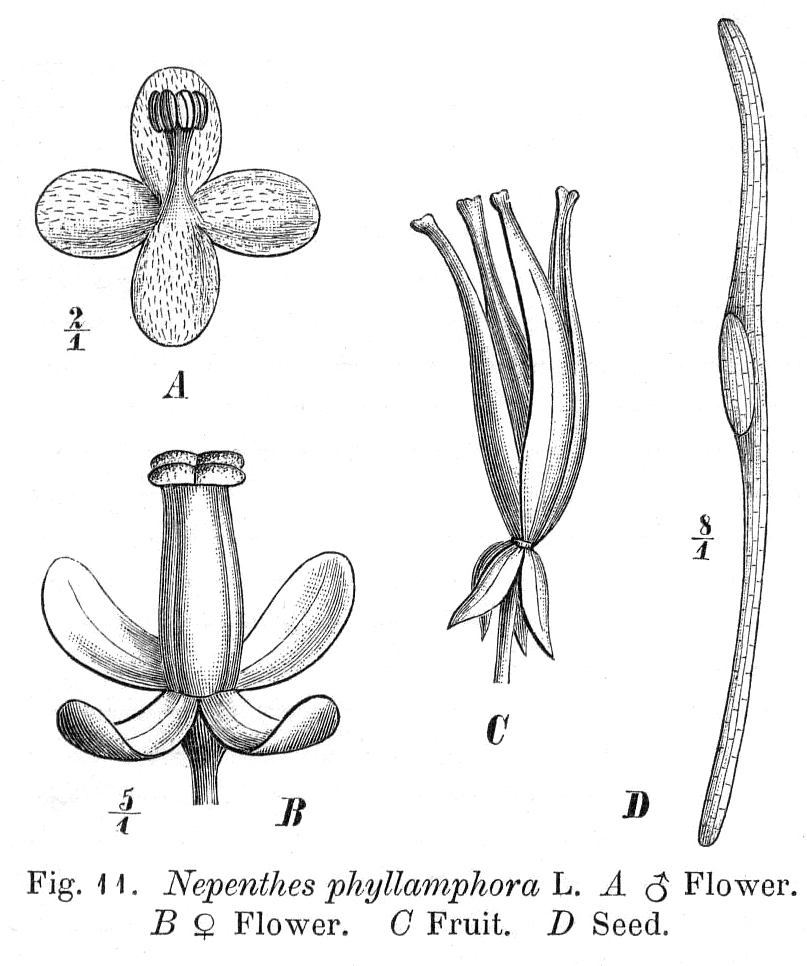
Nepenthes phyllamphora
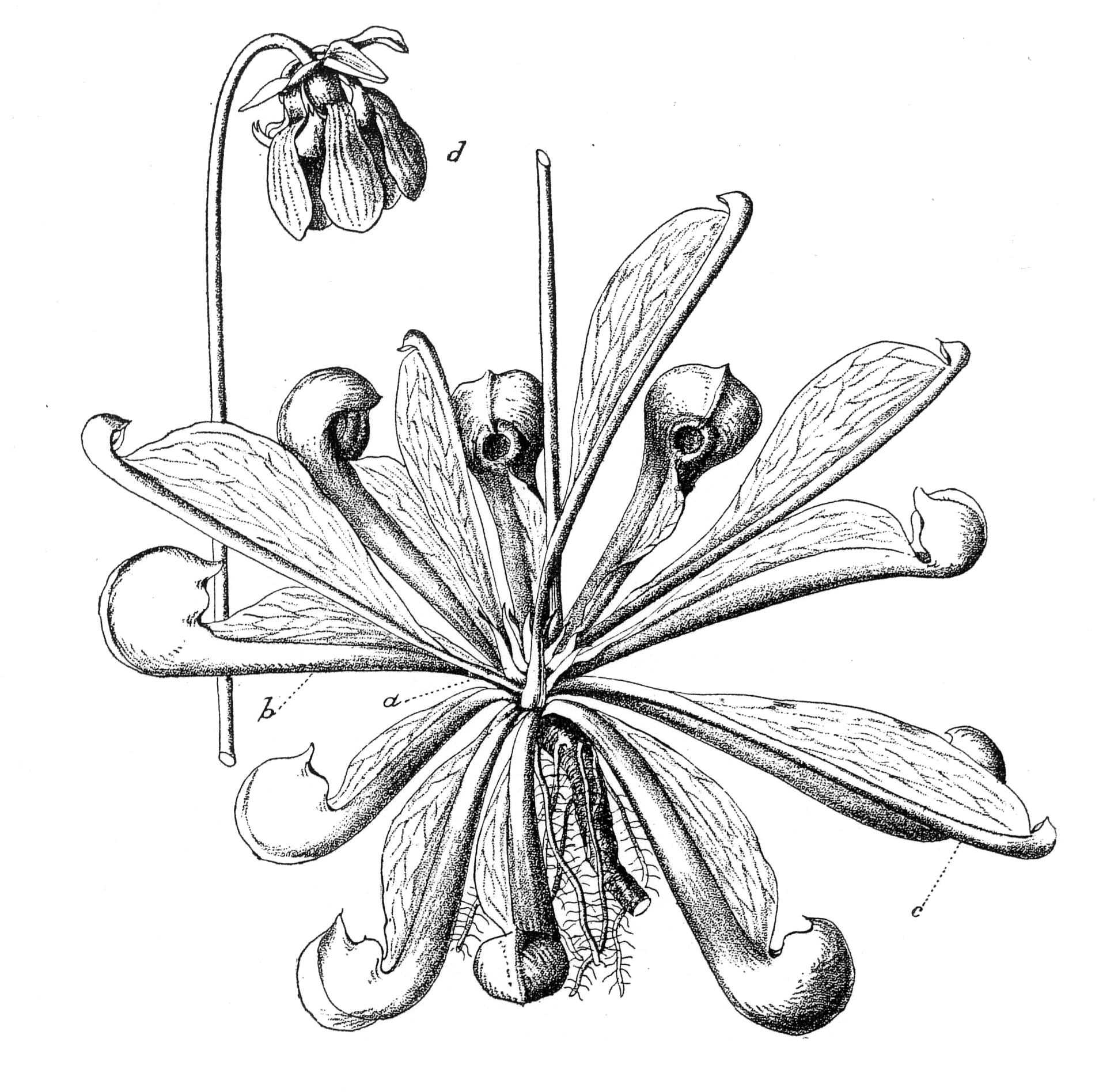
Sarracenia psittacina

## 著作
- The causes and course of organic evolution: a study of bioenergics. MacMillan, New York 1918, Online.
- The quantity and sources of our petroleum supplies: a review and a criticism. Noel Printing, Philadelphia 1931
- The evolution and distribution of flowering plants. Mehrbändig, Noel Printing, Philadelphia 1933.